# Elymus svensonii
Elymus svensonii är en gräsart som beskrevs av Church. Elymus svensonii ingår i släktet elmar, och familjen gräs.
Artens utbredningsområde är Tennessee. Inga underarter finns listade i Catalogue of Life.